# خداحافظ رفیق (اپیزود اول)
خداحافظ رفیق (اپیزود اول) فیلمی به کارگردانی و نویسندگی بهزاد بهزادپور ساختهٔ سال ۱۳۸۲ است.

## خلاصه داستان اپیزود اول
در اپیزود اول «خداحافظ رفیق» جانباز شیمیایی به نام مسلم که همسرش او را ترک کرده، با دوستان شهیدش در بهشت زهرا قرار می‌گذارد. او به همراه دوستان شهیدش با موتور سیکلت از میدان‌ها مختلف تهران، مکان‌ها و دوستان مختلف از جمله جانباز قطع نخاعی به نام اصغر در بیمارستان، بازدید می‌کند و از اصغر می‌خواهند که زندگی مادی این جهان را رها ساخته و همراه آنان شود. او نیز می‌پذیرد و همراه آنان به بهشت زهرا بازمی‌گردد. به هنگام خداحافظی، مسلم که تنها مانده، گریه و زاری می‌کند و از شهیدان می‌خواهد که او را نیز با خود ببرند؛ اما ایشان پاسخ می‌دهند که در این خصوص اجازه‌ای ندارند. مسلم با پافشاری موفق می‌شود اذن شهادت را اخذ و همراه شهیدان برود.

## بازیگران
- کاوه خداشناس
- کاوه مهدوی
- بابک اسلامی
- جلال خباز
- فرهاد نعمت‌زاده
- محمدعلی بیک‌زاده
- داوود شاعری
- آربی ابراهیمیان
- ثریا حلی
- یلدا قشقایی
- جمشید خندان
- شهزاد صفوی
- علیرضا ناظمی
- عاطفه موسوی
- حمید بروغنی
- مجتبی جناملا
- مجتبی احمدی
- زیبا کاویانی
- آرش پوری‌محمد
- شهاب نوری
- سیدرحمان محمدی
- سیدامیر موسوی
- سیدمحسن نبوی
- امیر مولایی‌فر
- امین مولایی‌فر
- داریوش شاعری
- علیرضا افشاری
- حامد حسنی‌پور
- آرش سپهسالار
- مهدی کمالی
- محسن غلامزاده
- مصطفی وفامنش
- مسعود محبی
- فردین نظری
- مهدی رنجی
- مهدی سلمانی
- شهاب امینی
- منصور الهیارپور
- رسول گلرانی
- مریم سرمدی
- رضا فرهادی
- سعید چنگیزیان
- حسن خانی
- داوود حسن‌زاده